# Vachellia sphaerocephala
Acacia sphaerocephala é uma espécie de leguminosa do gênero Acacia, pertencente à família Fabaceae.